# NGC 1582
NGC 1582 是北天英仙座的一個星系（疏散星团）。它的角直径为24角分，视亮度为+7.00等。該疏散星团由弗里德里希·威廉·赫歇爾由1788年10月7日发现。